# Унианга-Кебир
Унианга-Кебир — населённый пункт в департаменте Фада региона Западный Эннеди, Чад. Расположен на старом караванном пути транссахарской торговли из Чада в Ливию: Фая-Ларжо — оазис Куфра. В окрестностях города находится уникальная система оазисных озёр Унианга, самое большое из которых — озеро Йоа имеет глубину больше 20 метров. Ближайший населённый пункт Унианга-Серир находится на расстоянии около 40 км к востоку рядом с озером Тели.
В городе функционирует аэропорт.